# День розплати (фільм)
День розплати (нім. Tage der Rache) — німецька двосерійна телевізійна стрічка 1970 року режисера Тео Мецґера.

## Синопсис
У лондонського інспектора поліції Мітчелла «Мітч» (Пеер Шмідт), відомого своїми жорсткими методами, викрадають його малого сина Кена. Згодом телефонує незнайомець до Ен, дружини Мітчелла, і каже: «Настав день розплати». Перемовини з викрадачем (Вольф Фріс) переростають у психологічну війну, оскільки йому не потрібні гроші, він хоче бачити, як Мітчелл страждає. 
Мітч та його колега Джо Вест (Ґюнтер Штрак) роблять усе можливе, щоб з'ясувати, хто ж викрадач.

## У ролях
| Актор               | Роль           |
| ------------------- | -------------- |
| Кріста Берндль      | Ен Мітчелл     |
| Пеер Шмідт          | Мітчелл «Мітч» |
| Ґюнтер Штрак        | Джо Вест       |
| Вольф Фріс          | Пертрідж       |
| Ганс Ярай           | Павер          |
| Рудіґер Кіршштайн   | Річ            |
| Юрґен Сідов         | Вілліс         |
| Клаус Лерм          | Джонсон        |
| Віллі Лейрер        | Стаблер        |
| Ельзе Квекке        | Аґнес          |
| Пауль Альберт Крумм | Рітці          |
| Ульріх фон Добшутц  | Гелл           |
| Дітер Ґрошт         | Вілсон         |
| Курт Гепперлін      | Мей            |